# Vincent Casteleyn (1609-1649)
Vincent Casteleyn (Haarlem, ca. 1609 - Rotterdam, begraven op 3 oktober 1649) was een Nederlands tekenaar en kunstschilder van historiestukken en portretten. 
Vincent Casteleyn werd circa 1609 geboren in Haarlem. Hij was de broer van Casper, Abraham en Pieter Casteleyn, die allen het penseel hanteerden. 
In 1616 kwam hij voor in het boekdrukkersgilde.  In 1632 liet hij zich in Leiden inschrijven voor een studie medicijnen, maar in 1634 was hij leerling van de kunstschilder Frans Pietersz. de Grebber. In 1635 was hij in de leer bij Willem de Poorter.
Twee jaar later werd hij ingeschreven in het Sint-Lucasgilde te Haarlem.
Hij trouwde in 1638 met Janneke van de Rijp. In zijn periode in Amsterdam (1639-1647) was hij tevens handelaar in verfstoffen. Van 1647 tot 1649 werkte hij in Rotterdam, waar hij ook als destillateur vermeld stond.
Hij werd op 3 oktober 1649 in Rotterdam begraven.
- International Standard Name Identifier: 0000 0003 6690 7169
- Library of Congress Control Number: no2012014365
- RKD-Nederlands Instituut voor Kunstgeschiedenis: 303064
- Union List of Artist Names: 500051577
- Virtual International Authority File: 232535866
- WorldCat: E39PBJvHd7gX4TdrmR66FxK8G3